# Pternistis adspersus
El francolín piquirrojo o francolín de pico rojo (Pternistis adspersus) es una especie de ave de la familia Phasianidae propia del África austral.

## Distribución
Se lo encuentra en Angola, Botsuana, Namibia, Sudáfrica, Zambia, y Zimbabue.

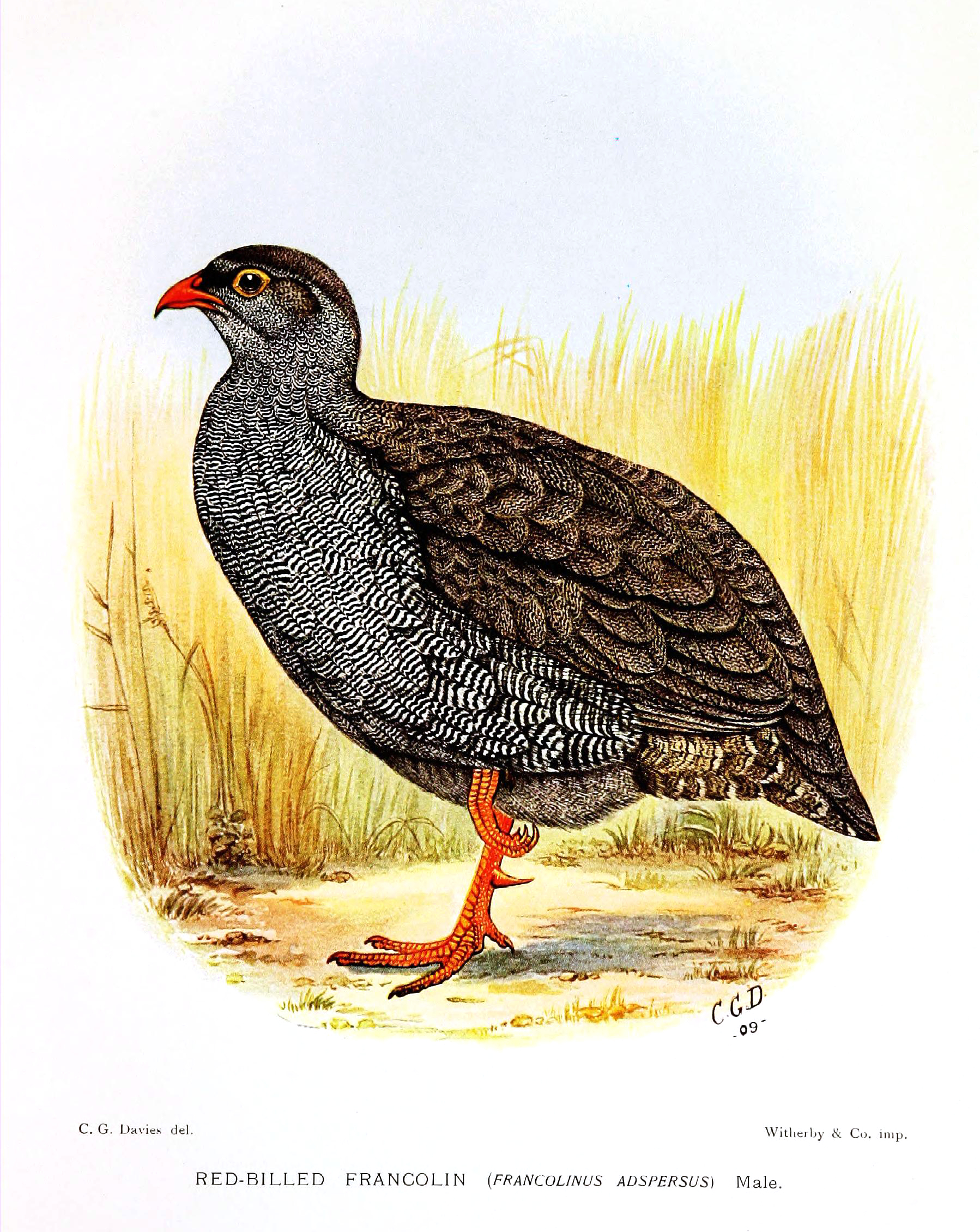

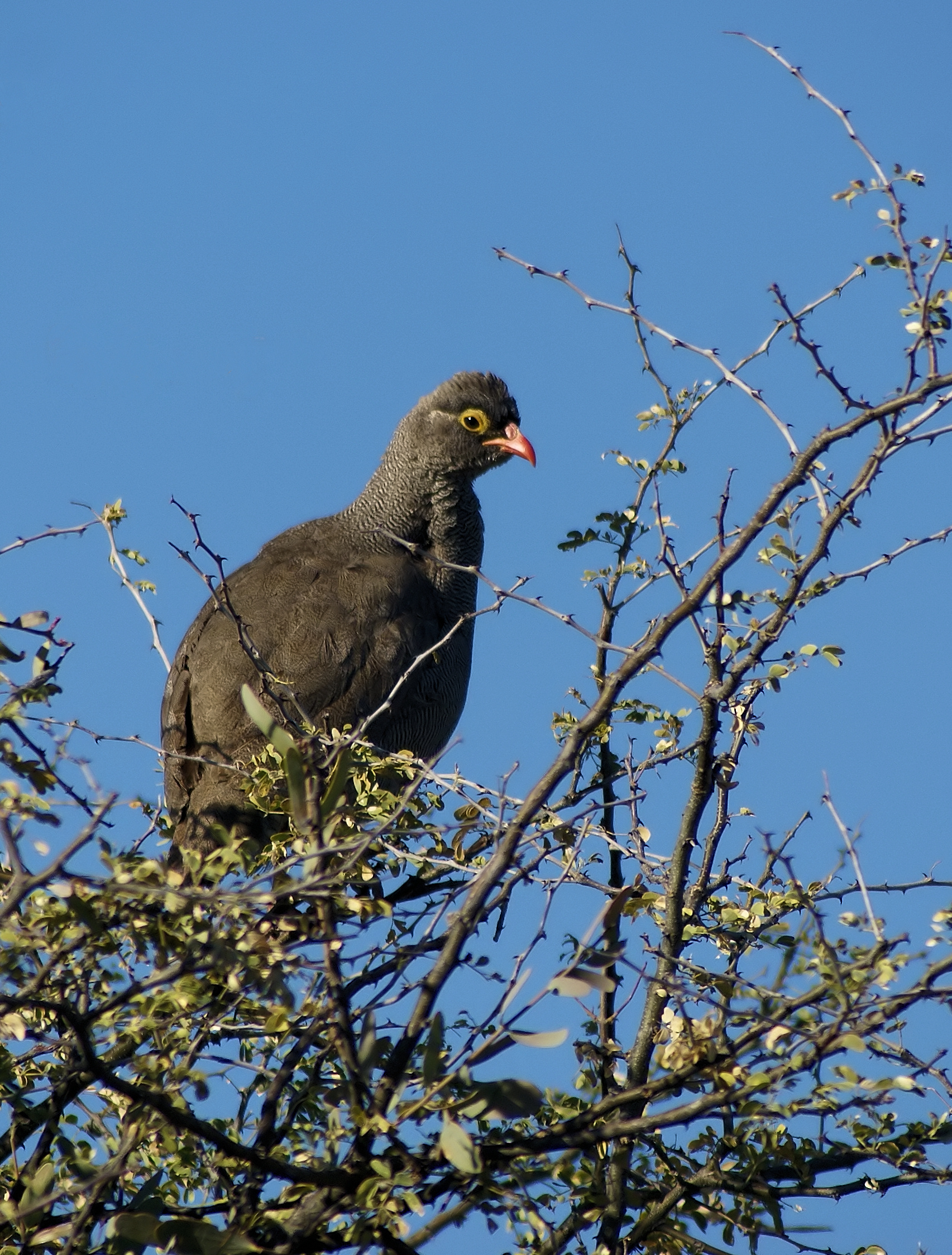